# Дом призрения малолетних и школа А. И. Тименкова и В. А. Фролова
Дом призрения малолетних и школа А. И. Тименкова и В. А. Фролова — бывшее частное учебное заведение для обучения детей обоего пола и приют в Санкт-Петербурге. Расположен по адресу: ул. Комсомола (бывшая Симбирская), дома 4 и 6. В настоящее время здесь располагается Ленинградская областная детская клиническая больница и Центр планирования семьи и репродукции.

## История

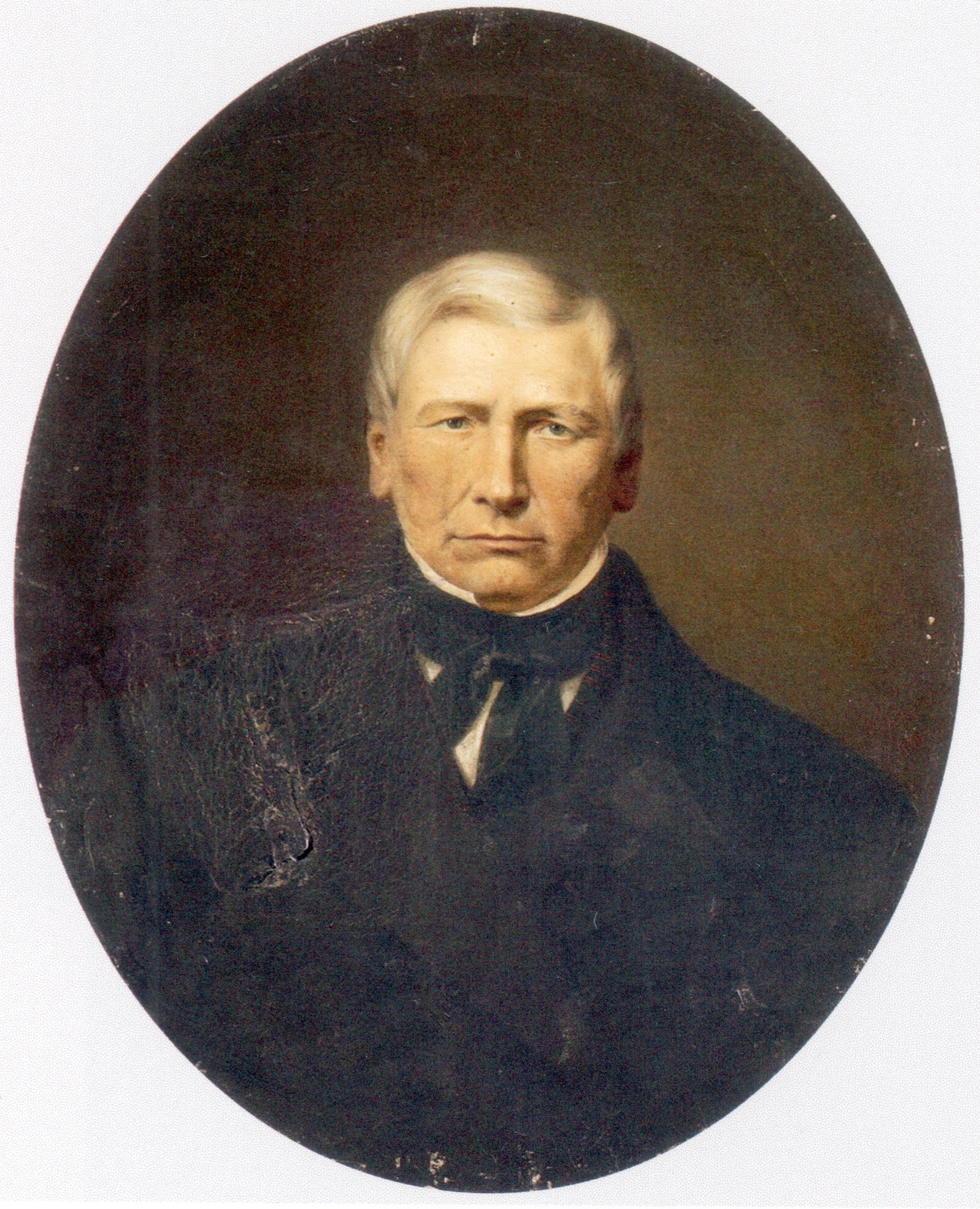
Портрет Андрея Ивановича Тименкова, 1884 г.

Дом призрения был основан купцом 1-й гильдии Андреем Ивановичем Тименковым, владельцем торговой оптовой фирмы «Тименков и Фролов».
После смерти друзей — Василия Александровича Фролова и Михаила Назаровича Солодовникова — Тименков, «движимый ревностью своей о славе Божией и самоотверженною любовию к бедной и неимущей братии», стал жертвовать свои богатства на благотворительность. Им была пожалована икона Тихвинской Божьей Матери и Спасителя церкви во имя Святой Великомученицы Екатерины и Рождества Пресвятой Богородицы в Графской Славянке (Павловск). Для строительства дома призрения Тименков приобрел у наследников А. Я. Вильсона (инженер-генерал, начальник Адмиралтейских Ижорских заводов, бывший помощник К. К. Гаскойна) большой участок земли с садом (особняк Вильсона, работы архитектора Л. Л. Бонштедта, сгорел до этих событий) на Симбирской улице (ныне улица Комсомола). Уставной капитал Дома призрения составил огромную по тем временам сумму — 4 миллиона рублей.
Архитектором здания был П. Ю. Сюзор — академик архитектуры, график, председатель правления Петербургского общества архитекторов-художников, автор более 80 зданий в Петербурге, в том числе хорошо известного здания компании «Зингер», где сейчас размещается Дом Книги.
Тименков начал своё строительство в 1870 году, но в 1871 году он скончался. Правда, успел составить завещание, согласно которому строительство дома призрения было продолжено и, наконец, завершено в 1877 году. Попечителем дома призрения был князь М. Н. Волконский.

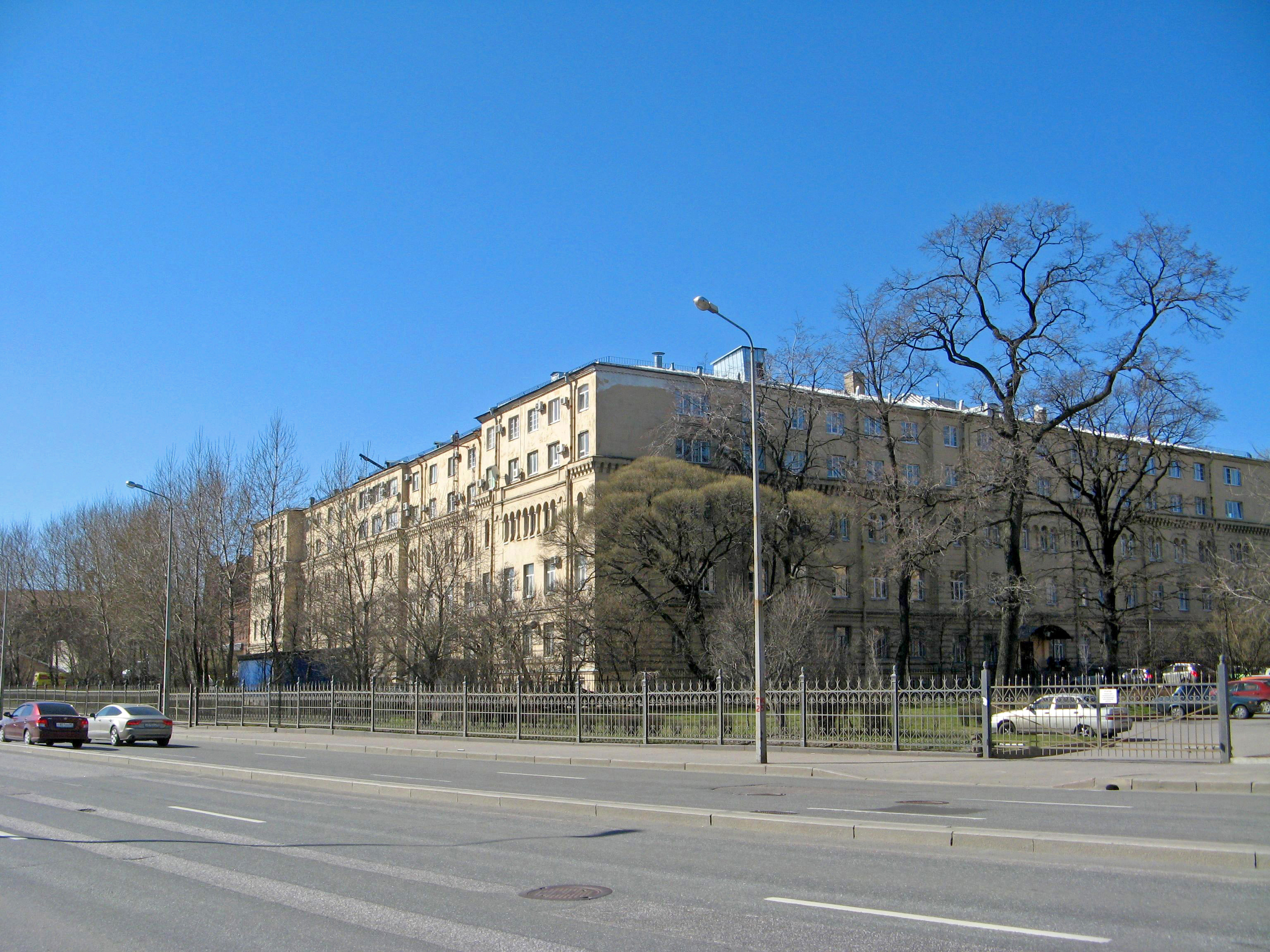
Здание дома призрения

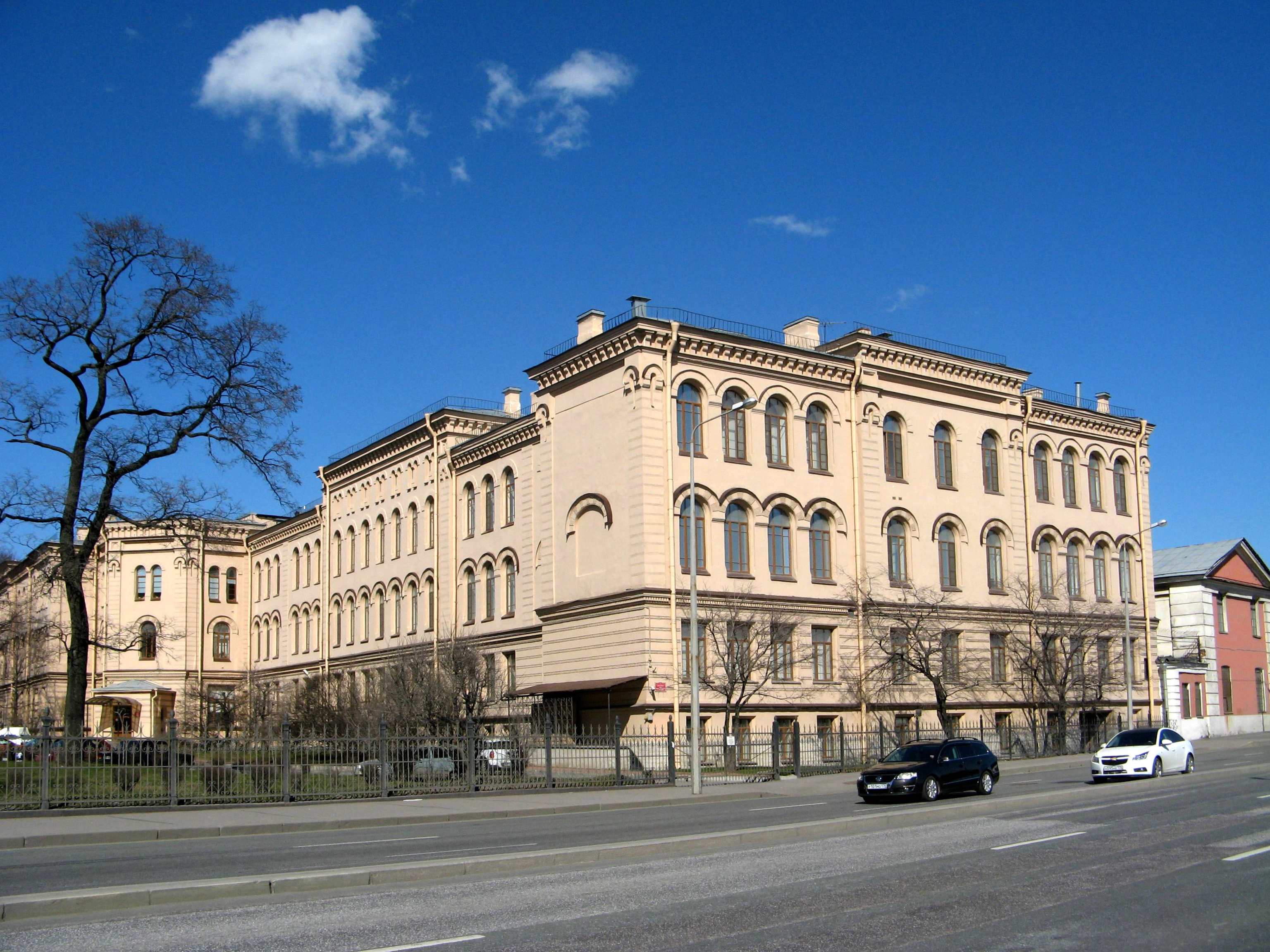
Здание школы

Дом призрения был открыт и освящен митрополитом Исидором 16 января 1877 года. Тогда же освятили и большой храм блаженного Андрея, Христа Ради Юродивого (Критского), построенный рядом с богадельней по проекту К. К. Вергейма в традиционных формах византийского зодчества. Боковые приделы церкви, по воле учредителя, носили имена святых покровителей его друзей — пресвитера Василия Анкирского и Архистратига Михаила. Перед ликами этих угодников горели неугасимые лампады; имена жертвователей были начертаны на мраморной доске при входе, а их прах, перенесенный с Большеохтинского кладбища, положен в мраморных гробницах под алтарем, в подвальном этаже. Панихиды по благодетелям служились каждое воскресенье, и на них пел хор из школ при Доме.
Огромное здание храма было одной из доминант Арсенальной набережной в излучине Большой Невы. 16 декабря 1922 года храм был закрыт, а в конце 1920-х годов снесен.
Дом призрения Тименкова-Фролова состоял в ведении Санкт-Петербургского купеческого общества. Имел два отделения:
- Дом призрения для бесплатного призрения престарелых и увечных, принадлежащих к Санкт-Петербургскому купеческому и мещанскому обществам (здание ЛОГБУЗ ДКБ, ул. Комсомола, д. 6)
- Школу при доме призрения, курс которой соответствовал курсу 3-классных городских училищ (здание Центра репродукции — ул. Комсомола, д. 4). Школа подчинялась контролю Министерства народного просвещения. Школа при доме призрения просуществовала до 1922 года, затем была преобразована в женскую образцовую гимназию номер 7. С 1932 года школе был присвоен номер 138, и сейчас она находится на Полюстровском проспекте, дом 33 (в 1961 году в здание школы 138 по улице Комсомола была переведена школа 139, до этого располагавшаяся на улице Жукова). Во дворе дома призрения (сейчас это административный корпус областной детской клинической больницы) строится здание лазарета Петербургского купечества, призванное первоначально для обслуживания призреваемых. С этого момента начинается медицинская история дома призрения Тименкова — Фролова.

## Детская клиническая больница
После революции (с февраля 1922 года) в опустевшем здании Дома призрения разместилась Ленинградская Высшая Коммунистическая сельскохозяйственная школа (ВКСХШ) имени Клары Цеткин, после убийства Сергея Мироновича Кирова получившая его имя. Школа была переведена в помещение бывших курсов подготовки и переподготовки совработников по ул. Ракова, д. 17 в конце 1938 года.
К этому моменту Советская власть обратила внимание на состояние областного здравоохранения. Созданный и отлаженный механизм земской медицины был ликвидирован в январе 1918 года. Врачебная медицинская помощь в области осуществлялась по двухэтапной схеме — сельский врачебный участок и городская (районная больница). Всего в области насчитывалось свыше 200 больниц. В 1931 году, при выделении Ленинграда в самостоятельный административный центр, все больницы, расположенные в нём, были переданы в ведение Ленгорздравотдела и стали обслуживать жителей самого города. И Ленинградская область оказалась в числе немногих областей СССР, не имевших своей областной больницы. Остро ощущалась необходимость открытия высококвалифицированного больничного учреждения — методического и консультативного центра. Центра повышения квалификации врачей и средних медицинских работников области.
21 августа 1938 на заседании Президиума облисполкома было принято постановление — организовать областную больницу в помещении, занимаемом областной сельскохозяйственной школой по улице Комсомола, д. 4.
В годы войны, уже 14 июля 1941 года, на базе больницы был сформирован 1-й армейский госпиталь армии Народного ополчения. С сентября 1941 года — эвакогоспиталь № 925, а с апреля 1943 года — эвакогоспиталь № 1359. Структура госпиталя была сформирована следующим образом — 1000 коек для военнослужащих и 200 — для гражданского населения.
К 1948 году был восстановлен 600-коечный фонд. В этом же году было создано Детское отделение на 30 коек, которое размещалось на первом этаже больницы (там, где сейчас поликлиника). Первой заведующей стала Елена Павловна Сумакова. С 1950 года детское отделение развернулось на 100 коек и было переведено на своё нынешнее место. С этого времени положено начало оказания специализированной педиатрической медицинской помощи. Слово «Клиническая» в названии больницы было присвоено областной больнице приказом по народному комиссариату здравоохранения СССР № 152 от 14 апреля 1941 года.
К 1988 году фонд больницы насчитывал 1060 коек. Здание не выдерживало нагрузки, и было принято решение о переводе взрослой коечной структуры в новое здание, а в здании дома призрения Тименкова — Фролова, здании лазарета Санкт-Петербургского купечества и мещанства, здании областной больницы, здании эвакогоспиталя была размещено Ленинградское областное государственное учреждение «Детская клиническая больница».
Приказом КГИОП Санкт-Петербурга № 15 от 20 февраля 2001 года комплекс зданий Дома призрения Тименкова — Фролова, включая бывшие здания богадельни и школы, больничный сквер и ограду, изготовленную на заводе Сан-Галли, отнесён к вновь выявленным объектам, представляющим историческую и культурную ценность.